# Leonard Marchand
Leonard „Len“ Stephen Marchand PC CM (* 16. November 1933 in Vernon, British Columbia; † 3. Juni 2016 in Kamloops, British Columbia) war ein kanadischer Agrarwissenschaftler und Politiker der Liberalen Partei Kanadas, der insgesamt mehr als 24 Jahre Abgeordneter des Unterhauses und Mitglied des Senats. Er war der erste Minister in Kanada, der aus der Volksgruppe der First Nations stammte.

## Leben
Nach dem Schulbesuch absolvierte Marchand zunächst ein Studium der Agrarwissenschaften, das er mit einem Bachelor of Science in Agriculture abschloss. Ein postgraduales Studium im Fach Finanzwissenschaft beendete er 1964 an der University of Idaho mit einem Master of Science in Finance (M.S.F.) mit einer Schrift zum Thema An ecological study of sagebrush in interior British Columbia und war danach als Agrarwissenschaftler tätig.
Bei der Unterhauswahl am 25. Juni 1968 wurde Marchand erstmals als Kandidat der Liberalen Partei zum Abgeordneten in das Unterhaus gewählt, in dem er bis zur Wahl am 22. Mai 1979 den Wahlkreis Kamloops-Cariboo vertrat, wobei er 1979 im Wahlkreis Kamloops-Shuswap kandidierte.
Im Dezember 1972 übernahm er als Parlamentarischer Sekretär beim Minister für Indianerangelegenheiten und nördliche Entwicklung sein erstes Regierungsamt und behielt dieses mit kurzer Unterbrechung bis Mai 1974, ehe er von September 1974 bis September 1975 Parlamentarischer Sekretär beim Umweltminister war. Darüber hinaus fungierte er vom 30. September 1974 bis zum 12. Oktober 1976 als Vorsitzender des Ständigen Unterhausausschusses für Indianerangelegenheiten und nördliche Entwicklung. Später bekleidete er zwischen dem 14. September 1976 und dem 15. September 1977 das Amt des Staatsministers für Kleinunternehmen sowie im Anschluss bis zum 1. April 1979 des Staatsministers für Umwelt.
Zuletzt wurde er am 2. April 1979 von Premierminister Pierre Trudeau zum Umweltminister in die 20. Regierung Kanadas berufen, bekleidete dieses Amt allerdings nur zwei Monate bis zum Ende von Trudeaus Amtszeit am 3. Juni 1979.
Am 29. Juni 1984 wurde Marchand auf Vorschlag des scheidenden Premierministers Trudeau Mitglied des Senats und vertrat in diesem bis zum Erreichen der verfassungsmäßigen Altersgrenze von 75 Jahren am 1. März 1998 den Senatsbezirk Kamloops-Cariboo.
Während seiner Mitgliedschaft im Senat war Marchand, der selbst Mitglied des Okanogan-Volkes von British Columbia war, vom 3. April 1989 bis zum 8. September 1993 und dann erneut vom 27. Februar 1996 bis zum 27. April 1997 Vorsitzender sowie zwischenzeitlich vom 17. Januar 1994 bis zum 2. Februar 1996 Vize-Vorsitzender des Ständigen Senatsausschusses für die Ureinwohner.
Für seine langjährigen Verdienste in der Politik sowie insbesondere für die Ureinwohner Kanadas wurde Marchand am 15. April 1999 Member des Order of Canada.

## Veröffentlichungen
- An ecological study of sagebrush in interior British Columbia, Thesis (M.S.) – University of Idaho 1964
- Grassland ranges in the southern interior of British Columbia, Mitautor Alastair McLean, Ottawa 1968
- Aboriginal electoral reform: a discussion paper, 1993
- Breaking trail, Autobiografie, Mitautor Matt Hughes, Prince George 2000